# Лаффранк, Юлия
Юлия Лаффранк (род. 25 июля 1974, Тарту) — эстонский юрист, учёный, судья Верховного суда Эстонии.
Юлия Лаффранк является автором учебников и статей на темы Европейского союза, прав человека и конституционного права, одним из авторов поправок к Конституции Эстонии и комментариев к Конституции Эстонии.
Замужем за Родольфом Лаффранком, имеет трех сыновей.

## Образование
- 1981—1992 — таллинская гимназия Ыйсмяэ[эст.][5]
- 1990—1991 — школа Litchfield (Коннектикут)[англ.][5]
- 1992—1997 — Тартуский университет, факультет права[5]
- 1994—1995 — Гамбургский университет, факультет права[5]
- 1997—1998 — Университет Мюнстера, факультет права, степень магистра права[5]
- 2000—2003 — Тартуский университет, факультет права, доктор права[5]

## Карьера
- 1996—2004 — работа в Министерстве юстиции Эстонии[4][5]
- 2004—2010 — судья Государственного суда Эстонии[4][5]
- 2006 год — специальный судья Европейского суда по правам человека[6]
- 2006—2008 — экстраординарный профессор европейского права в Университете Тарту[5]
- 2008 − 2010 — президент Консультативного совета европейских судей[4][5]
- 2010 − 2012 — президент Международной федерации европейского права[4][5]
- 2010—2016 — член международного арбитражного суда[6][7]
- 2011—2015 — профессор права в Университете Тарту[4][5]
- 2011—2020 — судья Европейского суда по правам человека[8]
- 2019 год — кандидат на пост Европейского Омбудсмена (проиграла выборы Эмили О'Рейли[англ.])[9]
- с 2004 года — член правления Эстонского академического юридического общества[эст.][5]
- с 2004 года — президент Эстонской ассоциации европейского права[5][6]
- с 2018 года — член научного комитета Агентства ЕС по фундаментальным правам[англ.][4]
- с 2020 года — судья Государственного суда Эстонии[3]

## Признание
- 2003 — шевалье ордена «За заслуги» (Франция)[10]
- 2005 — Орден Белой звезды (четвёртый класс) — за участие в организации вступления Эстонии в ЕС[11]
- 2009 — награда англ. Justice in the World (как президент Консультативного совета европейских судей)[12]
- 2016 — титул «Наставник года» (Государственный суд Эстонии) — за обучение судей по вопросам практики ЕСПЧ[4][13]

## Отдельные издания и публикации
- Laffranque, J. Dissenting Opinion and Judicial Independence :  [эст.] // Juridica. — 2003. — Vol. 8. — P. 162—172. — doi:10.12697/issn1406-1082.
- Laffranque, Julia.  = Euroopa Liidu õigussüsteem ja Eesti õiguse koht selles (эст.). — Таллин: Juura, 2006. — 536 с. — ISBN 9985751841.